# Lisa (Vorname)
Lisa ist ein weiblicher Vorname.

## Herkunft und Bedeutung
Beim Namen Lisa handelt es sich in verschiedenen Sprachen um Kurzform von Elisabeth. Seltener wird er als Kurzform von Alice oder Luisa erklärt.
Der Name entstand aus einer Tendenz, die seit dem 18. Jahrhundert auftritt. Vornamen verbreiteten sich von nun an nicht mehr nur nach bekannten Leit- und Vorbildern, sondern oft ausschließlich nach dem Klang, der als schick, modern, exotisch oder auf eine andere Art als „schön“ empfunden wird.

## Verbreitung

### International
In den Vereinigten Staaten begann der Aufstieg des Namens in der zweiten Hälfte der 1930er Jahre. Im Jahr 1954 trat der Name mit Rang 73 in die Hitliste der 100 beliebtesten Mädchennamen ein. Nur ein Jahr später erreichte er die Top-50. Im Jahr 1959 erlangte der Name Lisa seine erste Platzierung unter den 10 meistgewählten Mädchennamen des Landes. Diese Hitliste verließ er erst 18 Jahre später. Von 1962 bis 1969 stand Lisa an der Spitze der US-amerikanischen Vornamenscharts. Seitdem sank die Popularität des Namens in ähnlichem Maße, wie sie zuvor gestiegen war. Zu den 100 meistgewählten Mädchenname zählte er zuletzt im Jahr 1993. Seit 2020 findet Lisa sich nicht mehr unter den 1000 beliebtesten Mädchennamen des Landes (Stand 2021). Ein vergleichbares Bild zeigt sich auch in Kanada. Auch im Vereinigten Königreich wurde der Name seit der Jahrtausendwende seltener vergeben als zuvor. In Schottland zählte er bis 2003 zu den 100 beliebtesten Mädchennamen, während er diese Hitliste in den anderen Landesteilen schon früher verließ. In Irland war der Name Lisa ebenfalls vor allem von der Mitte der 1970er bis in die Mitte der 1990er Jahre beliebt.
In Australien zählte Lisa von 1959 bis 1997 zur Top-100 der Vornamenscharts. Von 1965 bis 1985 stand er mit Ausnahme des Jahres 1983 in der Hitliste der 10 meistgewählten Mädchennamen des Landes. Als höchste Platzierung erreichte er im Jahr 1968 Rang 2 der Hitliste. In Neuseeland wurde der Name etwas später beliebt. In den 1960er Jahren gelang ihm ein rascher Aufstieg in den Vornamenscharts. Zählte er im Jahr 1962 zum ersten Mal der 100 beliebtesten Mädchenname, stand er nur 6 Jahre später an der Spitze der Hitliste. Von 1966 bis 1986 zählte er zur Top-10 der Vornamenscharts. Ab dem Ende der 1980er Jahre verlor er rasch an Popularität.
In Frankreich tauchte der Name Lisa bereits zu Beginn des 20. Jahrhunderts gelegentlich unter den 500 beliebtesten Mädchennamen auf. Er verschwand kurzzeitig aus den Listen, um ab Ende der 1950er Jahre wieder aufzutauchen. In den 1970er Jahren begann der kontinuierliche Aufstieg des Namens in den Charts. Von 1990 bis 2020 zählte er zu den 100 beliebtesten Mädchennamen des Landes. Die Top-10 konnte der Name nie erreichen, jedoch hielt er sich von 1996 bis 2012 unter den 30 meistgewähten Mädchennamen. In Belgien zählte Lisa bis 2004 zur Top-10 der Vornamenscharts. Seine Popularität sank mit den Jahren leicht. Stand er im Jahr 2019 noch auf Rang 62 der Hitliste, verließ er im darauffolgenden Jahr die Hitliste der 100 meistgewählten Mädchennamen. Bereits ein Jahr später stand er wieder auf Rang 85 der Hitliste. In den Niederlanden verließ der Name Lisa im Jahr 2014 die Top-10 der Vornamenscharts. Seitdem sank seine Popularität kontinuierlich, sodass er im Jahr 2022 auf Rang 79 der Hitliste stand.

### Deutscher Sprachraum
In der Schweiz hat sich der Name Lisa unter den beliebtesten Mädchennamen etabliert. Im Jahr 2021 belegte er Rang 57 der Hitliste.
Ähnlich verhält es sich in Österreich. Hier stieg der Name in den 1980er Jahren rasch in den Vornamenscharts auf. Von 1990 bis 1998 hielt er sich auf Rang 2 der Hitliste. Seitdem verlor er kontinuierlich an Popularität. Im Jahr 2021 belegte er Rang 41 der Hitliste.
In Deutschland war der Name Lisa in zwei Wellen besonders beliebt, wobei die zweite Welle die erste übertraf. Bereits zu Beginn des 20. Jahrhunderts nahm die Popularität des Namens zu und wurde vor allem in den 1920er Jahren häufig vergeben. Als höchste Platzierung in diesem Zeitraum erreichte er im Jahr 1929 Rang 24 der Hitliste, blieb dabei jedoch stets hinter der Langform Elisabeth. In den 1940er Jahren sank die Beliebtheit des Namens stark. Von den 1950er bis zu Beginn 1970er Jahren wurde er nur selten vergeben. In der zweiten Hälfte der 1970er Jahre nahm die Popularität des Namens wieder zu. Im Jahr 1988 oder 1989 erreichte er mit Rang 9 zum ersten Mal die Top-10 der deutschen Vornamenscharts, zu der er mit Ausnahme des Jahres 1998 bis 2002 zählte. In den Jahren 1991 und 1993 stand Lisa an der Spitze der deutschen Vornamenscharts. Seit den 2000er Jahren sinkt die Beliebtheit des Namens Lisa. Im Jahr 2022 belegte er Rang 90 der Hitliste.

## Varianten
- Dänisch: Lis, Lise, Liss, Lissi
- Deutsch: Lies, Liesa, Liese, Liesel, Liesl
- Englisch: Leesa, Liz, Liza, Lizzie, Lizzy
- Estnisch: Liis, Liisa, Liisi, Liisu
- Finnisch: Liisa, Liisi
- Georgisch: ლიზა Liza
- Griechisch: Λίζα Liza
- Niederländisch: Lies, Liese, Liesje, Lize

Für weitere Varianten: siehe Elisabeth#Varianten

## Namenstag
Der Namenstag von Lisa wird nach Elisabeth von Thüringen am 19. November gefeiert.

## Namensträgerinnen
- Lisa Adler (* 1962), deutsche Schauspielerin und Coach für Schauspiel
- Lisa Altenpohl (* 1985), deutsche Schauspielerin
- Lisa Antoni (* 1981), österreichische Musicaldarstellerin
- Lisa Banes (1955–2021), US-amerikanische Film-, Fernseh- und Theaterschauspielerin
- Lisa Bassenge (* 1974), deutsche Jazz-Sängerin
- Lisa Beck (1927–2024), deutsche Graphikerin
- Lisa Berg (1978–2017), luxemburgische Cellistin und Komponistin
- Lisa Bihl (* 1982), deutsche Schauspielerin
- Lisa Bjurwald (* 1978), schwedische Journalistin und Sachbuchautorin
- Lisa Bonet (* 1967), US-amerikanische Schauspielerin
- Lisa Brokop (* 1973), kanadische Country-Sängerin
- Lisa Bund (* 1988), deutsche Popsängerin
- Lisa Deißler (* 1993), deutsche FDP-Politikerin
- Lisa del Bo (* 1961), belgische Sängerin
- Lisa della Casa (1919–2012), schweizerische Sopranistin
- Lisa Eckhart (* 1991), österreichische Kabarettistin, Poetry-Slammerin und Romanautorin
- Lisa Edelstein (* 1967), US-amerikanische Schauspielerin
- Lisa Ekdahl (* 1971), schwedische Jazz-Pop-Sängerin
- Lisa Fitz (* 1951), deutsche Kabarettistin, Schauspielerin und Sängerin
- Lisa Gautier (* 1997), französische Sängerin, Tänzerin und ehemalige Kinderdarstellerin
- Lisa Gerrard (* 1961), australische Musikerin, Komponistin und Sängerin
- Lisa del Giocondo (1479–1542), florentinische Kaufmannsgattin und vermutlich porträtierte Person des Gemäldes Mona Lisa
- Lisa Grill (* 2000), österreichische Skirennläuferin
- Lisa Hannigan (* 1981), irische Musikerin
- Lisa Höpink (* 1998), deutsche Schwimmerin
- Lisa Hörhager (* 2001), österreichische Skirennläuferin
- Lisa Hörnblad (* 1996), schwedische Skirennläuferin
- Lisa Kelly (* 1977), irische Sängerin
- Lisa Kolb (* 2001), österreichische Fußballspielerin
- Lisa Kudrow (* 1963), US-amerikanische Schauspielerin
- Lisa Lambe (* 1983), irische Sängerin
- Lisa Lopes (1971–2002), US-amerikanische Sängerin und Rapperin
- Lisa Loring (1958–2023), US-amerikanische Schauspielerin
- Lisa Sophie Kusz (* 1984), deutsche Schauspierlin und Sprecherin
- Lisa Madigan (* 1966), US-amerikanische Politikerin
- Lalisa Manobal (* 1997), thailändische Sängerin und Tänzerin
- Lisa Middelhauve (* 1980), Sängerin der Band Xandria
- Liza Minnelli (* 1946), US-amerikanische Schauspielerin und Sängerin
- Lisa Mößinger (* 1990), deutsche Handballspielerin
- Lisa Nowak (* 1963), ehemalige US-amerikanische Astronautin
- Lisa Nyberg (* 2002), schwedische Skirennläuferin
- Lisa Oertel (* 1985), deutsche Schauspielerin
- Lisa Otto (1919–2013), deutsche Opernsängerin
- Lisa Politt (* 1956), deutsche Kabarettistin
- Lisa Maria Potthoff (* 1978), deutsche Schauspielerin
- Lisa Marie Presley (1968–2023), US-amerikanische Sängerin, Tochter von Elvis Presley
- Lisa Rank (* 1984), deutsche Schriftstellerin und Publizistin, siehe Elisabeth Rank
- Lisa Ray (* 1972), kanadische Schauspielerin
- Lisa Riecken (* 1949), deutsche Schauspielerin
- Lisa-Marie Schiffner (* 2001), österreichische Influencerin
- Lisa Schipper (* 1975), schwedisch-US-amerikanische Geographin und Klimaexpertin
- Lisa Schuch-Gubik (* 1994), österreichische Politikerin (FPÖ), Abgeordnete zum Nationalrat
- Lisa Schützenberger (* 1992), österreichische Schauspielerin
- Lisa Spalt (* 1970), österreichische Schriftstellerin
- Lisa Spickschen (* 1983), deutsche Schauspielerin
- Lisa Stansfield (* 1966), britische Sängerin und Schauspielerin
- Lisa Stremlau (* 1949), deutsche Politikerin (SPD), Bürgermeisterin von Dülmen, siehe Elisabeth Stremlau
- Lisa Teige (* 1998), norwegische Schauspielerin und Tänzerin
- Lisa Tetzner (1894–1963), deutsche Kinderbuchautorin und Märchenerzählerin
- Lisa Marie Varon (* 1971), US-amerikanische Wrestlerin
- Lisa Vicari (* 1997), deutsche Schauspielerin
- Lisa-Marie Woods (* 1984), norwegische Fußballspielerin
- Lisa Zaff (* 1988), österreichische Skibobfahrerin

### Fiktive Namensträger
- Lisa Loud, Schwester von Lincoln Loud in der Zeichentrickserie Willkommen bei den Louds